# Henri-Amédée Charpentier
Henri-Amédée Charpentier né le 18 février 1855 à Paris 11e et mort le 29 janvier 1929 à Paris 12e, est un acteur et auteur dramatique français.
Comme dramaturge, il était connu sous le nom de Daujon.

## Filmographie
- 1908
  - Le Lapin, de Maurice de Féraudy
  - La Muselière improvisée, de Maurice de Féraudy
  - Gendarme et chemineau, de Maurice de Féraudy
  - Le Curé de campagne, d'Henri Pouctal : le curé
- 1909
  - Le Jugement de Salomon, de Maurice de Féraudy
  - Thermidor an II, de Maurice de Féraudy
  - Invités indélicats, de Maurice de Féraudy
  - La Danse, l'amour et la guerre, de Maurice de Féraudy
- 1910 : Robe de fiançailles, film d'un réalisateur anonyme
- 1913
  - Marie Tudor, d'Albert Capellani (ressorti en 1917)
  - Le Chevalier de Maison-Rouge, d'Albert Capellani : le prêtre
- 1914 : Patrie, d'Albert Capellani : le docteur
- 1915 : Sa marraine, de Georges Monca
- 1916 : La Mariée récalcitrante de Georges Monca et Charles Prince  : Chalumeau
- 1917 : La Chanson du feu, de Georges Monca : le père Froment
- 1918
  - Le Comte de Monte-Cristo, d'Henri Pouctal
  - Marion de Lorme, d'Henry Krauss
- 1919 : Le Fils de Monsieur Ledoux, d'Henry Krauss
- 1920 : Travail, d'Henri Pouctal : le père Lunot
- 1921
  - Fromont jeune et Risler aîné, film en 2 époques d'Henry Krauss
  - Les Deux Gamines, film en 12 épisodes de Louis Feuillade : Bénazer, le fripier
  - Parisette, film en 12 épisodes de Louis Feuillade : le père Lapusse
  - L'Orpheline, de Louis Feuillade : le père Boulot
  - Tout se paie, d'Henry Houry : M. Corbières père
  - Zidore ou les Métamorphoses, de Louis Feuillade :M. Vieillenoy
  - Séraphin ou les Jambes nues, de Louis Feuillade : le patron de l'hôtel
  - Pervenche, d'Alfred Machin et Henry Wulschleger : Gontran
- 1922
  - Gustave est médium, de Louis Feuillade
  - Marjolin ou la Fille manquée, de Louis Feuillade
  - Gaëtan ou le Commis audacieux, de Louis Feuillade : le juge Barbenchon
  - Le Fils du Flibustier, film en 12 épisodes de Louis Feuillade : le cabaretier Binic / le docteur Perdonnel
- 1923
  - Par-dessus le mur, de Pierre Colombier : M. Verduron
  - Vindicta, film en 5 épisodes de Louis Feuillade : Rabouin
  - Le Gamin de Paris, de Louis Feuillade : Bizot
- 1924
  - Soirée mondaine, de Pierre Colombier : le commissaire
  - Le Stigmate, film en 6 épisodes de Louis Feuillade et Maurice Champreux : La Comble
  - L'Orphelin de Paris, film en 6 épisodes de Louis Feuillade : l'oncle Constant
  - Pierrot, Pierrette, de Louis Feuillade : le grand-père
  - Lucette, de Louis Feuillade et Maurice Champreux : le virtuose Pascalon
- 1925
  - Après l'amour, de Maurice Champreux : Emile, le domestique
  - Le Roi de la pédale, de Maurice Champreux
- 1926
  - Bibi-la-Purée, de Maurice Champreux : Chauffard
  - Le P'tit Parigot, film en 6 épisodes de René Le Somptier : Paul Mesnil

## Distinctions
- Officier d'Académie